# أودرينا باتريدج
اودرينا كاثلين باتريدج  (بالإنجليزية: Audrina Patridge) (ولدت في 9 مايو 1985)  هي ممثلة وشخصية تلفزيونية أمريكية، اشتهرت بوصفها واحدة من الأعضاء الأصليين المدلى بهم في العرض الحقيقي علىام تي في التلال. اودرينا سوف تظهر في دور أساسي في سلسلتها الحقيقة الخاصة عرض أودرينا  الذي سيبدأ عرضه في عام 2010.

## حياتها المهنية

### تلفزيون الواقع
بعد انتقالها إلى لوس انجلوس، تم التعاقد معها في وظيفة في استوديوهات كيكسوت كـموظفة الاستقبال. في عام 2006، نجوم لاجونا بيتش لورين كونراد وهايدي مونتاج انتقلوا إلى المبنى التي تعمل به لتصوير عرض على قناة ام تي في التلال. اودرانيا أصبحت صديقة لهاتين الفتاتين وانضمت لفريق عمل السلسلة. في 28 مايو 2009، أكدت خلال مقابلة على الهواء مع اسرار ريان أنها سوف تغادر التلال لتتألق في برنامجها الخاص الذي يوثق حياتها خارج التلال. هي سوف تغادر التلال بمجرد ما تلتف على تصوير حلقات اضافية للموسم الخامس. عرضها الجديد، عرض اودرانيا، سوف يكون من إنتاج مارك بورنيت وسوف يعرض على الهواء على قناة ام تي في أوائل عام 2010.

### التمثيل
بدأت باتريدج حياتها المهنية في هوليوود بالظهور في العرض الحقيقي التلال ثم هبطت لدور ثانوي في إلى الزرقا 2 : المرجان. صدر الفيلم مباشرة إلى قرص الفيديو الرقمي في 21 أبريل، 2009. ظهرت باتريدج في السلسلة التلفزيونية تليفزيون ام ايه دي ولا تزعج.
في آب / أغسطس 2008، تألقت كنجمة ميجان في في النادى النسائي. تم الإنتاج من أكتوبر 2008 إلى أوائل عام 2009. سوف يصدر النادى النسائي في 11 سبتمبر 2009.
كانت باتريدج تمثل في الإعلانات التجارية كارل الابن. 

## حياتها الشخصية
نشأت أودرينا باتريدج في يوربا ليندا في كاليفورنيا. في آب / أغسطس 2008، اشترت منزلاً في حي ديل في هوليوود في لوس أنجلوس '. في 22 شباط / فبراير 2009، تعرض منزل باتريدج للسرقة من قبل اثنين من اللصوص غير المقنعين. نشرت على موقعها الاليكتروني الشخصي لقطات مأخوذة من كاميرا المراقبة لديها وتأمل من الجمهور مساعدتها في العثور على اللصين الذان سرقا أشياء عديدة من قصرها. [بحاجة لمصدر]
في آذار / مارس 2008، نشرت على الإنترنت صور عارية لأودرينا. أوضحت باتريدج «أخذت عندما كنت خارجة لتوي من المدرسة الثانوية وبداية عرض الأزياء». «كنت ساذجة، مفرطة الثقة في الناس، وعديمة الخبرة.» 
باتريدج هي صديق مقرب لآدم لامبرت. في 14 نيسان / أبريل 2009، كانت تدون عنه، قائلة: «واحد من المتنافسين، آدم لامبرت، هو صديق مقرب لي، وأنه واحد من أكثر الناس الذين أعرفهم موهبة وحساسية -- هو بالتأكيد لديه تصويتي.» 

## قائمة أفلامها

### فيلم
| العام | اسم القصة             | الدور      | ملاحظات            |
| ----- | --------------------- | ---------- | ------------------ |
| 2009  | في الزرقا 2 : المرجان | كيلسي      | قرص الفيديو الرقمي |
| 2009  | نادى نسائي            | ميجان بلير |                    |

### تلفزيون
| العام        | اسم القصة      | الدور | ملاحظات         |
| ------------ | -------------- | ----- | --------------- |
| 2006-2009    | التلال         | نفسها | تلفزيون الحقيقة |
| 2007 -- 2008 | قناة ام ايه دي | نفسها | حلقتين          |
| 2008.        | عدم الإزعاج    | نفسها | حلقة واحدة      |
| 2009         | شاب العائلة    | نفسها | حلقة واحدة      |
| 2009         | لباس عشي       | نفسها | حلقة واحدة      |
| 2010         | عرض أودرينا    | نفسها | تلفزيون الحقيقة |

## وصلات خارجية
- الموقع الرسمي
- أودرينا باتريدج على موقع IMDb (الإنجليزية)
- أودرينا باتريدج على موقع ألو سيني (الفرنسية)
- أودرينا باتريدج على موقع أول موفي (الإنجليزية)
- أودرينا باتريدج على موقع قاعدة بيانات الفيلم (الإنجليزية)
- أودرينا باتريدج على موقع كينوبويسك (الروسية)
- ملف تعريف قناة ام تي في الرسمي